# داکنز نازون
داکنز نازون (فرانسوی: Duckens Nazon‎؛ زادهٔ ۷ آوریل ۱۹۹۴) بازیکن فوتبال اهل فرانسه است که به‌عنوان مهاجم برای باشگاه فوتبال استقلال تهران در لیگ برتر خلیج فارس و تیم ملی هائیتی بازی می‌کند. وی با زدن ۴۰ گل در ۷۲ بازی ملی، بهترین گلزن تیم ملی هائیتی است.
از باشگاه‌هایی که در آن بازی کرده‌است می‌توان به سنت ترویدنس، ولورهمپتون واندررز، زسکا صوفیه، کایسری‌اسپور و استقلال اشاره کرد.
وی همچنین برای تیم‌های ملی فوتبال 
زیر ۲۰ سال و بزرگسالان هائیتی به‌ میدان رفته‌است.

## ابتدای زندگی
داکنز نازون در شهر شاتنه‌مالابری در حومه جنوبی پاریس و در خانواده‌ای هائیتی‌تبار متولد شد.
او در ۱۵ اکتبر ۱۹۹۶، از طریق تابعیت مادرش، تابعیت فرانسه را به‌دست آورد.

## دوران باشگاهی
نازون فوتبالش را از رده‌های پایهٔ باشگاه وان آغاز کرد و در سال ۲۰۱۳ به تیم ذخیرهٔ لوریان پیوست. او همان سال به باشگاه یواس‌ روا‌‌ نویون در دسته چهارم فوتبال فرانسه رفت.
پس از مدتی کوتاه در سن-کانتن و لاوال، در سپتامبر ۲۰۱۶ راهی تیم کرالا بلاسترز در سوپر لیگ فوتبال هند شد.
سه‌ماه بعد، در ۱۳ ژانویه ۲۰۱۷، با قراردادی شش‌ماهه به ولورهمپتون واندررز در چمپیونشیپ انگلیس پیوست و به تیم زیر ۲۳ سال آن اضافه شد.
او در ۴ اوت ۲۰۱۷، به‌صورت قرضی راهی کاونتری سیتی در لیگ دو شد. فردای آن روز، در پیروزی ۳–۰ مقابل نوتس کانتی، اولین بازی‌اش در فوتبال انگلستان را انجام داد، و در ۸ اوت، نخستین گلش را برابر بلکبرن‌روورز در جام اتحادیه به‌ثمر رساند. او در مجموع ۲۴ بازی، ۸ گل برای این تیم زد. در پایان آن فصل، کاونتری موفق شد به لیگ یک صعود کند.
در ادامه فصل، نازون به‌صورت قرضی به اولدهام اتلتیک در لیگ یک رفت و در ۱۶ بازی، ۶ گل زد. این تیم در پایان فصل به لیگ دو سقوط کرد.
در ۱۴ ژوئن ۲۰۱۸، نازون با قراردادی سه‌ساله و مبلغی نامشخص به تیم سنت ترویدنس در لیگ برتر بلژیک پیوست. او در ژانویه ۲۰۱۹، به‌صورت قرضی به باشگاه سنت‌میرن در لیگ برتر اسکاتلند ملحق شد.
در ۲۶ ژوئیه ۲۰۲۱، نازون با قراردادی آزاد به تیم کِویله‌روآن در لیگ دو فرانسه پیوست.

در ۶ اوت ۲۰۲۵ با جدایی از تیم کایسری اسپور به جمع آبی‌پوشان باشگاه استقلال تهران در لیگ برتر خلیج فارس اضافه‌شد.

## دوران ملی

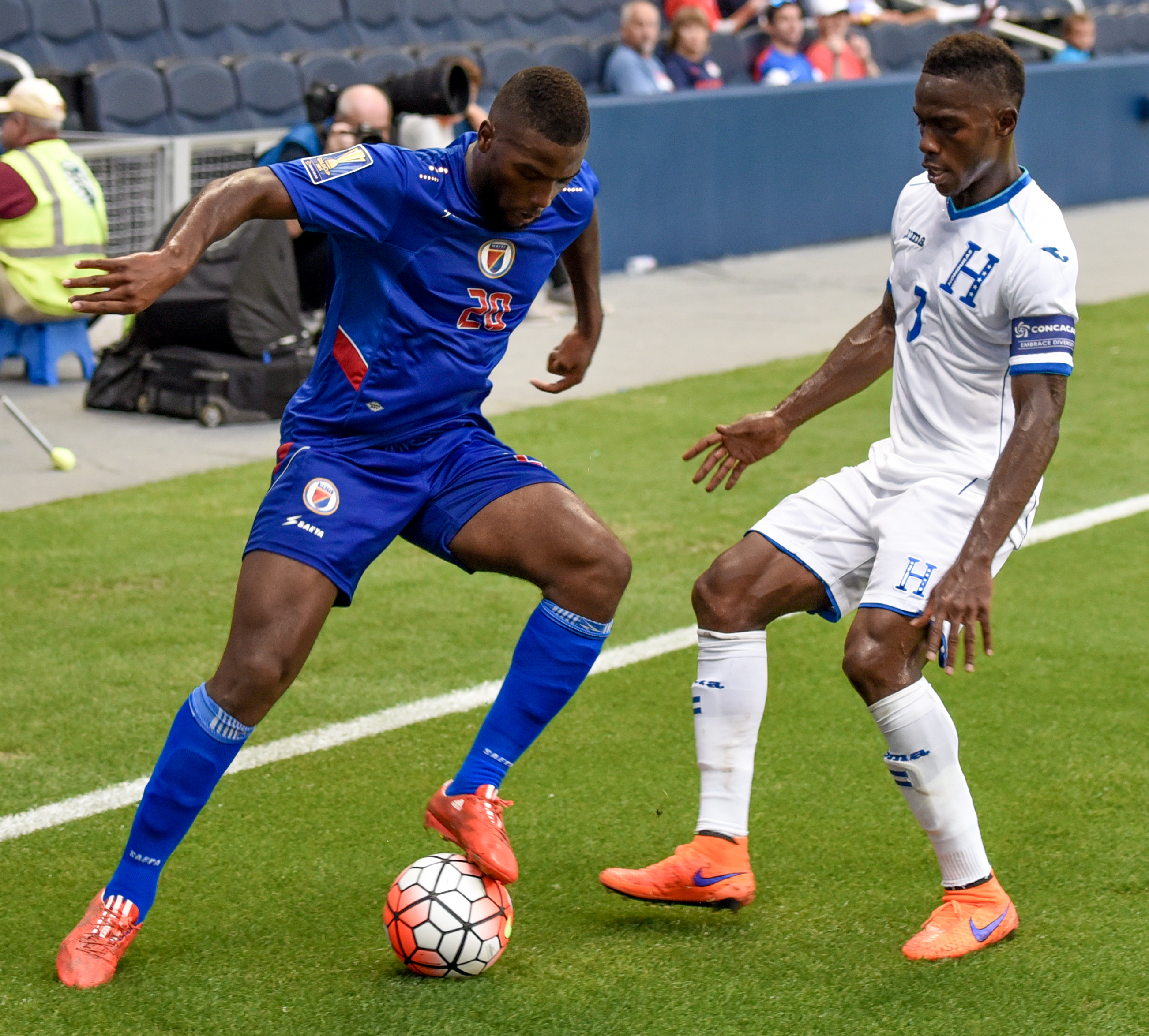
نازون در مصاف با ماینور فیگوروا، بازیکن تیم ملی فوتبال هندوراس، در جام طلایی کونکاکاف ۲۰۱۵

نخستین بازی ملی داکنز نازون برای تیم ملی فوتبال هائیتی در ۵ مارس ۲۰۱۴ مقابل کوزوو انجام شد که با تساوی بدون گل همراه بود.
در جام طلایی کونکاکاف ۲۰۱۵، او تنها گل‌های تیمش در گروه A را به‌ثمر رساند؛ دو گل حیاتی که باعث شد هائیتی به عنوان تیم دوم گروه به مرحله حذفی راه پیدا کند.
نازون در ۱۰ سپتامبر ۲۰۱۸، در دیداری رسمی برابر سینت مارتن، موفق شد پنج‌بار گل‌زنی کند.

## آمار حرفه‌ای

### باشگاهی
| باشگاه                | فصل          | لیگ                | لیگ  | لیگ | جام حذفی | جام حذفی | جام اتحادیه | جام اتحادیه | سایر | سایر | مجموع | مجموع |
| باشگاه                | فصل          | دسته               | بازی | گل  | بازی     | گل       | بازی        | گل          | بازی | گل   | بازی  | گل    |
| --------------------- | ------------ | ------------------ | ---- | --- | -------- | -------- | ----------- | ----------- | ---- | ---- | ----- | ----- |
| تیم دوم لوریان        | ۲۰۱۲–۱۳      | سی‌اف‌ای             | ۸    | ۱   | –        | –        | –           | –           | ۰    | ۰    | ۸     | ۱     |
| روی نویون             | ۲۰۱۳–۱۴      | سی‌اف‌ای             | ۱۶   | ۰   | ۰        | ۰        | –           | –           | ۰    | ۰    | ۱۶    | ۰     |
| سن‌کنتن                | ۲۰۱۳–۱۴      | سی‌اف‌ای۲            | ۱۳   | ۱۰  | ۰        | ۰        | –           | –           | ۰    | ۰    | ۱۳    | ۱۰    |
| تیم دوم لاوال         | ۲۰۱۴–۱۵      | سی‌اف‌ای۲            | ۷    | ۷   | –        | –        | –           | –           | ۰    | ۰    | ۷     | ۷     |
| تیم دوم لاوال         | ۲۰۱۵–۱۶      | سی‌اف‌ای۲            | ۱۰   | ۵   | –        | –        | –           | –           | ۰    | ۰    | ۱۰    | ۵     |
| تیم دوم لاوال         | مجموع        | مجموع              | ۱۷   | ۱۲  | ~        | ~        | ~           | ~           | ۰    | ۰    | ۱۷    | ۱۲    |
| لاوال                 | ۲۰۱۵–۱۶      | لیگ ۲              | ۱۴   | ۳   | ۲        | ۳        | ۳           | ۰           | ۰    | ۰    | ۱۹    | ۶     |
| کرالا بلاسترز         | ۲۰۱۶         | سوپرلیگ هند        | ۷    | ۲   | ۰        | ۰        | ۰           | ۰           | ۰    | ۰    | ۷     | ۲     |
| ولورهمپتون واندررز    | ۲۰۱۶–۱۷      | چمپیونشیپ          | ۰    | ۰   | ۰        | ۰        | ۰           | ۰           | ۰    | ۰    | ۰     | ۰     |
| کاونتری‌سیتی (قرضی)    | ۲۰۱۷–۱۸      | لیگ دو انگلیس      | ۲۱   | ۶   | ۲        | ۱        | ۱           | ۱           | ۰    | ۰    | ۲۴    | ۸     |
| اولدهام اتلتیک (قرضی) | ۲۰۱۷–۱۸      | لیگ یک انگلیس      | ۱۶   | ۶   | ۰        | ۰        | ۰           | ۰           | ۰    | ۰    | ۱۶    | ۶     |
| سنت‌ترویدنس            | ۲۰۱۸–۱۹      | لیگ برتر بلژیک     | ۵    | ۰   | ۱        | ۰        | ۰           | ۰           | ۰    | ۰    | ۶     | ۰     |
| سنت‌ترویدنس            | ۲۰۱۹–۲۰      | لیگ برتر بلژیک     | ۱    | ۰   | ۰        | ۰        | ۰           | ۰           | ۰    | ۰    | ۱     | ۰     |
| سنت‌ترویدنس            | ۲۰۲۰–۲۱      | لیگ برتر بلژیک     | ۲۲   | ۶   | ۲        | ۱        | ۰           | ۰           | ۰    | ۰    | ۲۴    | ۷     |
| سنت‌ترویدنس            | مجموع        | مجموع              | ۲۸   | ۶   | ۳        | ۱        | ۰           | ۰           | ۰    | ۰    | ۳۱    | ۷     |
| سنت میرن (قرضی)       | ۲۰۱۸–۱۹      | لیگ برتر اسکاتلند  | ۱۰   | ۱   | ۱        | ۱        | ۰           | ۰           | ۱    | ۰    | ۱۲    | ۲     |
| کِویلی روآن            | ۲۰۲۱–۲۲      | لیگ ۲ فرانسه       | ۳۲   | ۱۱  | ۴        | ۴        | ۰           | ۰           | ۰    | ۰    | ۳۶    | ۱۵    |
| زسکا صوفیه            | ۲۰۲۲–۲۳      | لیگ برتر بلغارستان | ۳۲   | ۱۸  | ۳        | ۱        | ۰           | ۰           | ۵    | ۱    | ۴۰    | ۲۰    |
| زسکا صوفیه            | ۲۰۲۳–۲۴      | لیگ برتر بلغارستان | ۱۸   | ۷   | ۲        | ۰        | ۰           | ۰           | ۲    | ۰    | ۲۲    | ۷     |
| زسکا صوفیه            | مجموع        | مجموع              | ۵۰   | ۲۵  | ۵        | ۱        | ۰           | ۰           | ۷    | ۱    | ۶۲    | ۲۷    |
| کایسری اسپور          | ۲۰۲۳–۲۴      | سوپرلیگ ترکیه      | ۱۳   | ۲   | ۰        | ۰        | ۰           | ۰           | ۰    | ۰    | ۱۳    | ۲     |
| کایسری اسپور          | ۲۰۲۴–۲۵      | سوپرلیگ ترکیه      | ۲۱   | ۵   | ۰        | ۰        | ۰           | ۰           | ۰    | ۰    | ۲۱    | ۵     |
| کایسری اسپور          | مجموع        | مجموع              | ۳۴   | ۷   | ۰        | ۰        | ۰           | ۰           | ۰    | ۰    | ۳۴    | ۷     |
| مجموع حرفه‌ای          | مجموع حرفه‌ای | مجموع حرفه‌ای       | ۲۶۶  | ۸۸  | ۱۷       | ۱۱       | ۴           | ۱           | ۸    | ۱    | ۲۹۵   | ۱۰۳   |

1. ↑  یک بازی در پلی‌آف لیگ برتر اسکاتلند
2. ↑  سه بازی در لیگ کنفرانس اروپا
3. ↑  دو بازی در لیگ کنفرانس اروپا

### بین‌المللی
| تیم ملی | سال   | بازی | گل |
| ------- | ----- | ---- | -- |
| هائیتی  | ۲۰۱۴  | ۳    | ۰  |
| هائیتی  | ۲۰۱۵  | ۱۰   | ۴  |
| هائیتی  | ۲۰۱۶  | ۷    | ۴  |
| هائیتی  | ۲۰۱۷  | ۴    | ۲  |
| هائیتی  | ۲۰۱۸  | ۴    | ۵  |
| هائیتی  | ۲۰۱۹  | ۱۴   | ۴  |
| هائیتی  | ۲۰۲۰  | ۰    | ۰  |
| هائیتی  | ۲۰۲۱  | ۸    | ۷  |
| هائیتی  | ۲۰۲۲  | ۰    | ۰  |
| هائیتی  | ۲۰۲۳  | ۷    | ۲  |
| هائیتی  | ۲۰۲۴  | ۹    | ۱۱ |
| هائیتی  | ۲۰۲۵  | ۶    | ۱  |
| مجموع   | مجموع | ۷۲   | ۴۰ |

گل‌ها و نتایج ابتدا تعداد گل‌های هائیتی را نشان می‌دهد، ستون امتیاز نشان‌دهنده نتیجه پس از هر گل نازون است.
| شماره | تاریخ           | ورزشگاه                                                      | حریف                   | امتیاز | نتیجه | رقابت                               |
| ----- | --------------- | ------------------------------------------------------------ | ---------------------- | ------ | ----- | ----------------------------------- |
| ۱     | ۷ ژوئیه ۲۰۱۵    | ورزشگاه تویوتا، فریسکو، ایالات متحده                         | پاناما                 | ۱–۱    | ۱–۱   | جام طلایی کونکاکاف ۲۰۱۵             |
| ۲     | ۱۳ ژوئیه ۲۰۱۵   | ورزشگاه اسپورتینگ پارک، کانزاس سیتی، ایالات متحده            | هندوراس                | ۱–۰    | ۱–۰   | جام طلایی کونکاکاف ۲۰۱۵             |
| ۳     | ۴ سپتامبر ۲۰۱۵  | ورزشگاه ملی کریکت، سنت جورجز، گرنادا                         | گرنادا                 | ۳–۱    | ۳–۱   | مقدماتی جام جهانی ۲۰۱۸              |
| ۴     | ۸ سپتامبر ۲۰۱۵  | ورزشگاه سیلویو کاتور، پورت‌او‌پرنس، هائیتی                     | گرنادا                 | ۲–۰    | ۳–۰   | مقدماتی جام جهانی ۲۰۱۸              |
| ۵     | ۶ سپتامبر ۲۰۱۶  | پارک استقلال، کینگستون، جامائیکا                             | جامائیکا               | ۲–۰    | ۲–۰   | مقدماتی جام جهانی ۲۰۱۸              |
| ۶     | ۹ نوامبر ۲۰۱۶   | ورزشگاه سیلویو کاتور، پورت‌او‌پرنس، هائیتی                     | گویان فرانسه           | ۲–۰    | ۲–۵   | مقدماتی جام کارائیب ۲۰۱۷            |
| ۷     | ۱۳ نوامبر ۲۰۱۶  | مجموعه ورزشی وارنر پارک، باستر، سنت کیتس و نویس              | سنت کیتس و نویس        | ۱–۰    | ۲–۰   | مقدماتی جام کارائیب ۲۰۱۷            |
| ۸     | ۱۳ نوامبر ۲۰۱۶  | مجموعه ورزشی وارنر پارک، باستر، سنت کیتس و نویس              | سنت کیتس و نویس        | ۲–۰    | ۲–۰   | مقدماتی جام کارائیب ۲۰۱۷            |
| ۹     | ۱۰ اکتبر ۲۰۱۷   | ورزشگاه بین‌المللی یوکوهاما، یوکوهاما، ژاپن                   | ژاپن                   | ۲–۲    | ۳–۳   | جام چالش کیرین ۲۰۱۷                 |
| ۱۰    | ۱۰ اکتبر ۲۰۱۷   | ورزشگاه بین‌المللی یوکوهاما، یوکوهاما، ژاپن                   | ژاپن                   | ۳–۲    | ۳–۳   | جام چالش کیرین ۲۰۱۷                 |
| ۱۱    | ۱۰ سپتامبر ۲۰۱۸ | ورزشگاه سیلویو کاتور، پورت‌او‌پرنس، هائیتی                     | سن مارتن (هلند)        | ۲–۰    | ۱۳–۰  | مقدماتی لیگ ملت‌های کونکاکاف ۲۰۱۹–۲۰ |
| ۱۲    | ۱۰ سپتامبر ۲۰۱۸ | ورزشگاه سیلویو کاتور، پورت‌او‌پرنس، هائیتی                     | سن مارتن (هلند)        | ۴–۰    | ۱۳–۰  | مقدماتی لیگ ملت‌های کونکاکاف ۲۰۱۹–۲۰ |
| ۱۳    | ۱۰ سپتامبر ۲۰۱۸ | ورزشگاه سیلویو کاتور، پورت‌او‌پرنس، هائیتی                     | سن مارتن (هلند)        | ۵–۰    | ۱۳–۰  | مقدماتی لیگ ملت‌های کونکاکاف ۲۰۱۹–۲۰ |
| ۱۴    | ۱۰ سپتامبر ۲۰۱۸ | ورزشگاه سیلویو کاتور، پورت‌او‌پرنس، هائیتی                     | سن مارتن (هلند)        | ۷–۰    | ۱۳–۰  | مقدماتی لیگ ملت‌های کونکاکاف ۲۰۱۹–۲۰ |
| ۱۵    | ۱۰ سپتامبر ۲۰۱۸ | ورزشگاه سیلویو کاتور، پورت‌او‌پرنس، هائیتی                     | سن مارتن (هلند)        | ۸–۰    | ۱۳–۰  | مقدماتی لیگ ملت‌های کونکاکاف ۲۰۱۹–۲۰ |
| ۱۶    | ۲۴ مارس ۲۰۱۹    | ورزشگاه سیلویو کاتور، پورت‌او‌پرنس، هائیتی                     | کوبا                   | ۱–۰    | ۲–۱   | مقدماتی لیگ ملت‌های کونکاکاف ۲۰۱۹–۲۰ |
| ۱۷    | ۲۴ ژوئن ۲۰۱۹    | رد بول آرنا، هریسون، ایالات متحده                            | کاستاریکا              | ۱–۱    | ۲–۱   | جام طلایی کونکاکاف ۲۰۱۹             |
| ۱۸    | ۲۹ ژوئن ۲۰۱۹    | ورزشگاه ان‌آر‌جی، هیوستون، ایالات متحده                        | کانادا                 | ۱–۲    | ۳–۲   | جام طلایی کونکاکاف ۲۰۱۹             |
| ۱۹    | ۱۷ نوامبر ۲۰۱۹  | ورزشگاه ریکاردو ساپریسا آیما، سن خوزه، کاستاریکا             | کاستاریکا              | ۱–۱    | ۱–۱   | لیگ ملت‌های کونکاکاف A ۲۰۱۹–۲۰       |
| ۲۰    | ۵ ژوئن ۲۰۲۱     | آکادمی ملی تی‌سی‌آی‌اف‌ای، پروویدنسیالس، جزایر تورکس و کایکوس    | جزایر تورکس و کایکوس   | ۱–۰    | ۱۰–۰  | مقدماتی جام جهانی ۲۰۲۲              |
| ۲۱    | ۵ ژوئن ۲۰۲۱     | آکادمی ملی تی‌سی‌آی‌اف‌ای، پروویدنسیالس، جزایر تورکس و کایکوس    | جزایر تورکس و کایکوس   | ۲–۰    | ۱۰–۰  | مقدماتی جام جهانی ۲۰۲۲              |
| ۲۲    | ۵ ژوئن ۲۰۲۱     | آکادمی ملی تی‌سی‌آی‌اف‌ای، پروویدنسیالس، جزایر تورکس و کایکوس    | جزایر تورکس و کایکوس   | ۳–۰    | ۱۰–۰  | مقدماتی جام جهانی ۲۰۲۲              |
| ۲۳    | ۵ ژوئن ۲۰۲۱     | آکادمی ملی تی‌سی‌آی‌اف‌ای، پروویدنسیالس، جزایر تورکس و کایکوس    | جزایر تورکس و کایکوس   | ۴–۰    | ۱۰–۰  | مقدماتی جام جهانی ۲۰۲۲              |
| ۲۴    | ۲ ژوئیه ۲۰۲۱    | ورزشگاه دی‌آر‌وی پی‌ان‌کی، فورت لادردیل، ایالات متحده            | سنت وینسنت و گرنادین‌ها | ۱–۰    | ۶–۱   | مقدماتی جام طلایی کونکاکاف ۲۰۲۱     |
| ۲۵    | ۲ ژوئیه ۲۰۲۱    | ورزشگاه دی‌آر‌وی پی‌ان‌کی، فورت لادردیل، ایالات متحده            | سنت وینسنت و گرنادین‌ها | ۴–۱    | ۶–۱   | مقدماتی جام طلایی کونکاکاف ۲۰۲۱     |
| ۲۶    | ۶ ژوئیه ۲۰۲۱    | ورزشگاه دی‌آر‌وی پی‌ان‌کی، فورت لادردیل، ایالات متحده            | برمودا                 | ۴–۱    | ۴–۱   | مقدماتی جام طلایی کونکاکاف ۲۰۲۱     |
| ۲۷    | ۲۵ مارس ۲۰۲۳    | ورزشگاه بلیکز استیت، لوک‌اوت، مونتسرات                        | مونتسرات               | ۱–۰    | ۴–۰   | لیگ ملت‌های کونکاکاف B ۲۰۲۲–۲۳       |
| ۲۸    | ۲۵ ژوئن ۲۰۲۳    | ورزشگاه ان‌آر‌جی، هیوستون، ایالات متحده                        | قطر                    | ۱–۱    | ۲–۱   | جام طلایی کونکاکاف ۲۰۲۳             |
| ۲۹    | ۲۳ مارس ۲۰۲۴    | ورزشگاه شهرداری دکتر ادمار لاما، رمیر-مونتجولی، گویان فرانسه | گویان فرانسه           | ۱–۰    | ۱–۱   | دوستانه                             |
| ۳۰    | ۶ ژوئن ۲۰۲۴     | ویلتون ترف، ویلتون، باربادوس                                 | سنت لوسیا              | ۲–۱    | ۲–۱   | مقدماتی جام جهانی ۲۰۲۶              |
| ۳۱    | ۶ سپتامبر ۲۰۲۴  | ورزشگاه دو و میدانی مایاگوئز، مایاگوئز، پورتوریکو            | پورتوریکو              | ۴–۱    | ۴–۱   | لیگ ملت‌های کونکاکاف B ۲۰۲۴–۲۵       |
| ۳۲    | ۹ سپتامبر ۲۰۲۴  | ورزشگاه دو و میدانی مایاگوئز، مایاگوئز، پورتوریکو            | الگو:Country data SMA  | ۲–۰    | ۶–۰   | لیگ ملت‌های کونکاکاف B ۲۰۲۴–۲۵       |
| ۳۳    | ۹ سپتامبر ۲۰۲۴  | ورزشگاه دو و میدانی مایاگوئز، مایاگوئز، پورتوریکو            | الگو:Country data SMA  | ۳–۰    | ۶–۰   | لیگ ملت‌های کونکاکاف B ۲۰۲۴–۲۵       |
| ۳۴    | ۹ سپتامبر ۲۰۲۴  | ورزشگاه دو و میدانی مایاگوئز، مایاگوئز، پورتوریکو            | الگو:Country data SMA  | ۵–۰    | ۶–۰   | لیگ ملت‌های کونکاکاف B ۲۰۲۴–۲۵       |
| ۳۵    | ۱۱ اکتبر ۲۰۲۴   | ورزشگاه ترینییداد، اورنجستاد، آروبا                          | آروبا                  | ۲–۱    | ۳–۱   | لیگ ملت‌های کونکاکاف B ۲۰۲۴–۲۵       |
| ۳۶    | ۱۱ اکتبر ۲۰۲۴   | ورزشگاه ترینییداد، اورنجستاد، آروبا                          | آروبا                  | ۳–۱    | ۳–۱   | لیگ ملت‌های کونکاکاف B ۲۰۲۴–۲۵       |
| ۳۷    | ۱۴ اکتبر ۲۰۲۴   | ورزشگاه ترینییداد، اورنجستاد، آروبا                          | آروبا                  | ۳–۲    | ۵–۳   | لیگ ملت‌های کونکاکاف B ۲۰۲۴–۲۵       |
| ۳۸    | ۱۵ نوامبر ۲۰۲۴  | ورزشگاه دو و میدانی مایاگوئز، مایاگوئز، پورتوریکو            | الگو:Country data SMA  | ۵–۰    | ۸–۰   | لیگ ملت‌های کونکاکاف B ۲۰۲۴–۲۵       |
| ۳۹    | ۱۵ نوامبر ۲۰۲۴  | ورزشگاه دو و میدانی مایاگوئز، مایاگوئز، پورتوریکو            | الگو:Country data SMA  | ۷–۰    | ۸–۰   | لیگ ملت‌های کونکاکاف B ۲۰۲۴–۲۵       |
| ۴۰    | ۷ ژوئن ۲۰۲۵     | ورزشگاه ترینییداد، اورنجستاد، آروبا                          | آروبا                  | ۴–۰    | ۵–۰   | مقدماتی جام جهانی ۲۰۲۶              |